# Testudina terrestris
Testudina terrestris är en svampart som beskrevs av Bizz. 1885. Testudina terrestris ingår i släktet Testudina och familjen Testudinaceae.  Arten är reproducerande i Sverige. Inga underarter finns listade i Catalogue of Life.